# Мілфорд (переписна місцевість, Мен)
Мілфорд (англ. Milford) — переписна місцевість (CDP) в США, в окрузі Пенобскот штату Мен. Населення — 2211 особа (2020).

## Географія
Мілфорд розташований за координатами 44°57′27″ пн. ш. 68°37′51″ зх. д. / 44.95750° пн. ш. 68.63083° зх. д. (44.957430, -68.630943).  За даними Бюро перепису населення США в 2010 році переписна місцевість мала площу 8,76 км², з яких 8,66 км² — суходіл та 0,11 км² — водойми.

## Демографія
Згідно з переписом 2010 року, у переписній місцевості мешкали 2233 особи в 978 домогосподарствах у складі 586 родин. Густота населення становила 255 осіб/км².  Було 1046 помешкань (119/км²).
Расовий склад населення:
| - 95,3 % — білих - 1,6 % — корінних американців - 0,7 % — чорних або афроамериканців - 0,4 % — азіатів |

До двох чи більше рас належало 1,9 %. Частка іспаномовних становила 0,4 % від усіх жителів.
За віковим діапазоном населення розподілялося таким чином: 17,2 % — особи молодші 18 років, 69,6 % — особи у віці 18—64 років, 13,2 % — особи у віці 65 років та старші. Медіана віку мешканця становила 39,2 року. На 100 осіб жіночої статі у переписній місцевості припадало 97,3 чоловіків;  на 100 жінок у віці від 18 років та старших — 98,6 чоловіків також старших 18 років.
Середній дохід на одне домашнє господарство  становив 53 068 доларів США (медіана — 50 260), а середній дохід на одну сім'ю — 58 988 доларів (медіана — 55 365). Медіана доходів становила 41 588 доларів для чоловіків та 32 114 долари для жінок. За межею бідності перебувало 14,7 % осіб, у тому числі 31,6 % дітей у віці до 18 років та 0,0 % осіб у віці 65 років та старших.
Цивільне працевлаштоване населення становило 1171 особа. Основні галузі зайнятості: освіта, охорона здоров'я та соціальна допомога — 33,5 %, будівництво — 12,0 %, роздрібна торгівля — 11,9 %.